# فرودگاه پالا
 فرودگاه پالا (به انگلیسی: Pala Airport) یک فرودگاه همگانی با کد یاتا PLF است . این فرودگاه در کشور چاد قرار دارد .